# Olga Preobrajenskaïa
Pour les articles homonymes, voir Preobrajensky.
Ne doit pas être confondu avec Olga Preobrajenska.
Olga Ivanovna Preobrajenskaïa (en russe : Ольга Ивановна Преображенская), née le 24 juillet 1881 et décédée le 31 octobre 1971 à Moscou, est une actrice, scénariste et réalisatrice russe puis soviétique.

## Biographie
De 1901 à 1904, elle étudie le métier d'acteur au Théâtre d'art de Moscou. À partir de 1905 elle se produit dans divers théâtres à Poltava, Tbilissi, Riga, Odessa, Voronej et Moscou. En 1913, elle fait ses débuts au cinéma dans le film Les clefs du bonheur, réalisé par Vladimir Gardin et Yakov Protazanov. Elle devient rapidement une vedette et obtient des succès populaires dans plusieurs adaptations de classiques russes, tels que Guerre et Paix et À l'aube, deux films de 1915.
Olga  Preobrajenskaïa a été également scénariste jusqu'en 1917 et réalisatrice. Elle est l'auteur de neuf films entre 1925 et 1941, dont Babi Ryazanskie (Les Femmes de Riazan) en 1927, distribué en France sous le titre Le Village du péché et  considéré comme le « premier film féministe de l'ère soviétique. »
Olga Preobrajenskaïa a participé à la fondation de l'école d'acteurs de l'Institut fédéral d'État du cinéma où elle a enseigné de 1918 à 1925.

## Principaux films

Jeunes filles de la campagne russe, vers 1910. Photographie colorisée de Sergueï Prokoudine-Gorski. La vie rurale en Russie constitue le cadre du film Le Village du péché (1927)

### Comme réalisatrice
- 1916 : Baryshnya-krestyanka
- 1917 : Viktoriya
- 1925 : Kachtanka (Каштанка)
- 1927 : Le Village du péché (Babi Ryazanskie)
- 1928 : Svetlyy gorod
- 1929 : La Dernière Attraction (Posledniy attraktsion)
- 1931 : Sur le Don paisible (Tikhü Don)
- 1933 : Odna radost
- 1935 : Vrazhyi tropy
- 1941 : Paren iz taygi
- 1941 : Stepan Razin

### Comme actrice
- 1913 : La Clé du bonheur (Klyuchi schastiya) de Vladimir Gardin et Yakov Protazanov
- 1915 : Un nid de gentilshommes (Dvoryanskoe gnezdo) de Vladimir Gardin
- 1915 : Les Bas-fonds de Saint-Pétersbourg (Peterburgskiye trushchobi) de Pyotr Chardynin, Vladimir Gardin et Yakov Protazanov
- 1915 : Guerre et Paix (Voyna i mir) de Vladimir Gardin et Yakov Protazanov
- 1915 : Mademoiselle Julie (Plebey) de Yakov Protazanov : Mademoiselle Julie
- 1919 : Zheleznaya pyata de Vladimir Gardin